# Claudia Spahn

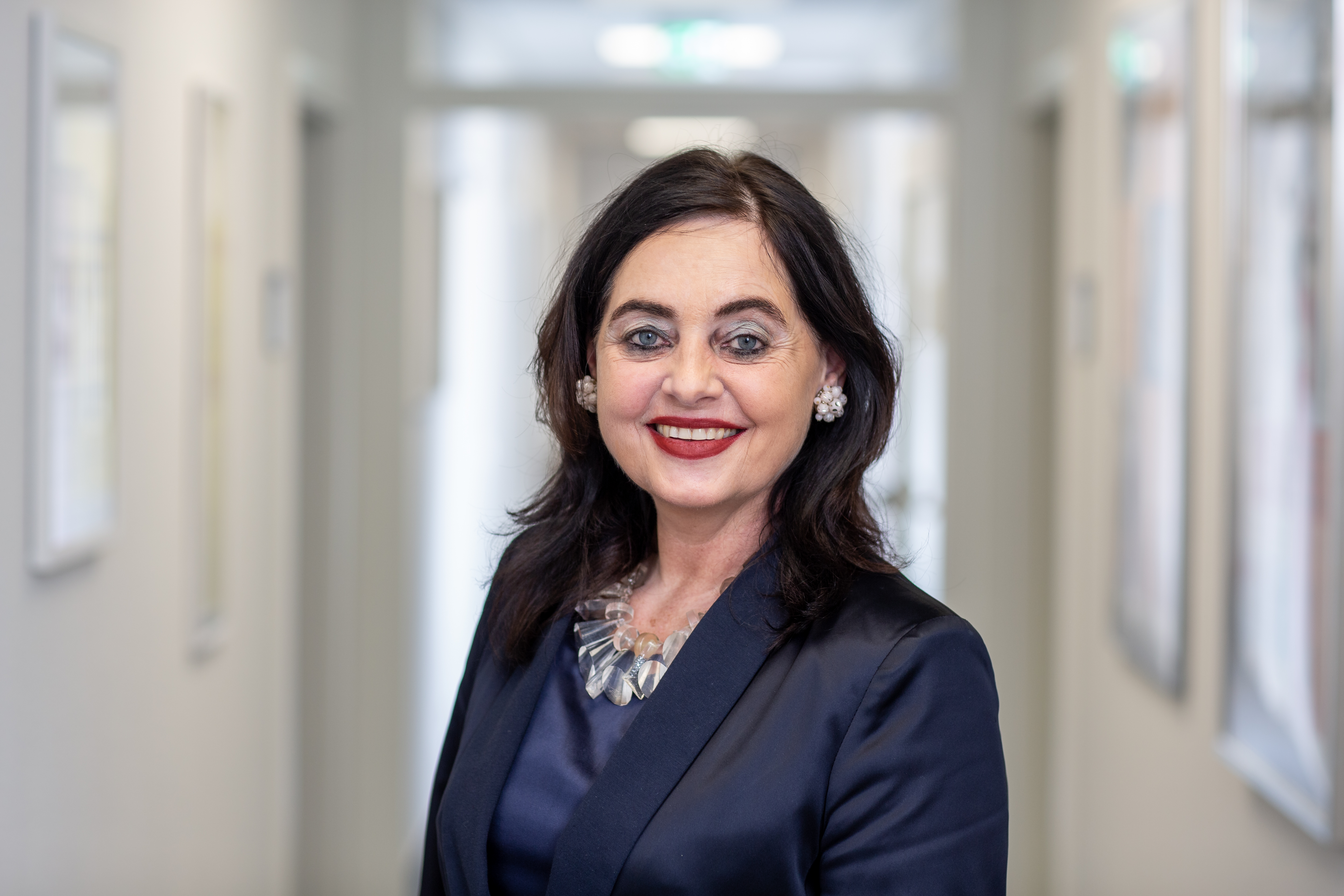
Claudia Spahn (2019)

Claudia Spahn (* 1963) ist eine deutsche Musikermedizinerin und Leiterin des Freiburger Instituts für Musikermedizin. In der Entwicklung des Faches Musikphysiologie und Musikermedizin ist sie eine führende Forscherin, insbesondere im Bereich Lampenfieber und Auftrittsangst.

## Leben
Claudia Spahn erhielt seit ihrer Kindheit eine künstlerische Ausbildung in Blockflöte als Soloinstrument, Klavier und Violine. Mit den Instrumenten Blockflöte und Klavier war sie mehrmals Preisträgerin beim Landeswettbewerb Jugend musiziert. Außerdem absolvierte sie Ausbildungen im klassischen Ballett, Modern Dance und Stepptanz. Spahn studierte Medizin an der Albert-Ludwigs-Universität in Freiburg sowie in Paris und in der Schweiz. Seit 1986 betrieb sie parallel ein Musikstudium an der Hochschule für Musik Freiburg im Studiengang Musiklehrer mit Hauptfach Blockflöte. Dieses Studium beendete sie 1991 als Dipl.-Musiklehrerin. Seit 1992 hatte Claudia Spahn zahlreiche Auftritte als Pianistin im Musik-Cabaret-Duo Die schönen Baritons – gemeinsam mit dem Bariton Bernhard Richter. Von 1994 bis 2004 konzertierte sie als Pianistin und Blockflötistin in Musiktheatern in Frankreich.
Im Jahr 1992 begann Spahn ihre medizinische Weiterbildung in den Fächern Psychosomatische Medizin, Innere Medizin und Psychiatrie. 1993 wurde sie zur Dr. med. promoviert und 1999 wurde sie Fachärztin für Psychotherapeutische Medizin. 2004 folgte zum Thema Prävention in der Hochschulausbildung von Musikern die Habilitation an der Medizinischen Fakultät der Universität Freiburg. Zum Wintersemester 2005/2006 erhielt Claudia Spahn die Professur für Musikermedizin an der Hochschule für Musik Freiburg. Seitdem leitet sie – gemeinsam mit Bernhard Richter – das Freiburger Institut für Musikermedizin (FIM) – eine Einrichtung der Hochschule für Musik und der Medizinischen Fakultät der Albert-Ludwigs-Universität Freiburg. 2017 wurde Claudia Spahn Prorektorin für Forschung und Internationale Beziehungen der Hochschule für Musik Freiburg. 2020 wurde Claudia Spahn im Fach Systematische Musikwissenschaft zur Dr. phil. promoviert.
Claudia Spahn hat das Fach Musikphysiologie und Musikermedizin strukturell und inhaltlich maßgeblich weiterentwickelt. Sie hat eine Reihe von Standardlehrbüchern geschrieben und herausgegeben. In der Lehre unterrichtet sie Musikstudierende in den körperlichen und psychischen Grundlagen des Musizierens, in präventiven körperorientierten Ansätzen und im Umgang mit Lampenfieber. Im Freiburger Forschungs- und Lehrzentrum Musik kann das Fach Musikphysiologie als eigenständiges Nebenfach studiert werden. Sie unterrichtet ebenfalls  Medizinstudierende im vorklinischen und klinischen Studienabschnitt an der Medizinischen Fakultät Freiburg.
In der Ambulanz des Freiburger Instituts für Musikermedizin am Universitätsklinikum Freiburg behandelt Spahn Musiker und Musikerinnen mit der gesamten Bandbreite musikermedizinischer Beschwerden, insbesondere mit Schmerz- und Überlastungssyndromen. Sie bietet eine Spezialsprechstunde an für Patienten mit psychischen Problemen, insbesondere Auftrittsangst.

## Forschungsgebiete
Claudia Spahn ist eine international bekannte Forscherin auf dem Gebiet der Prävention und Gesundheitsförderung von Musiker und Musikerinnen in Studium und Beruf, von musikpsychologischen Fragestellungen (Musikerpersönlichkeit) sowie zur Bewegungsanalyse beim Instrumentalspiel, zur musikphysiologischen Forschung und zur Evaluation von Körpermethoden. Ein besonderer Schwerpunkt liegt in der Erforschung von Lampenfieber.

## Mitgliedschaften
- Mitglied des Vorstandes der Deutschen Gesellschaft für Musikphysiologie und Musikermedizin
- Deutsche Gesellschaft für Musikpsychologie
- Deutsches Kollegium für Psychosomatische Medizin

## Auszeichnungen
- 2009: Förderpreis der Medizinischen Fakultät Freiburg für herausragende Lehre (mit Bernhard Richter und Edgar Voltmer)
- 2010: Karl-Storz-Preis (mit Bernhard Richter und Edgar Voltmer)
- 2012: Gräfin-Sonja-Gedächtnispreis der Stiftung Singen mit Kindern für Verdienste um die Musikermedizin (mit Bernhard Richter)

## Schriften (Auswahl)

### Autorin
- Autogenes Training im Erleben einer Gruppe von Neurodermitis-PatientInnen. Freiburg im Breisgau 1993 (Dissertation, Universität Freiburg, 1994).
- Modell der Prävention berufsspezifischer Belastungen in der Hochschulausbildung am Beispiel von Musikern. 2004 (Habilitationsschrift, Universität Freiburg, 2004).
- Gesundheit für Musiker: Entwicklung des Freiburger Präventionsmodells. (= Freiburger Beiträge zur Musikermedizin, Bd. 1). Projekt-Verlag, Bochum / Freiburg im Breisgau 2006, ISBN 3-89733-150-0.
- mit Bernhard Richter und Mark Zander: Gehörschutz im Orchester. (= Freiburger Beiträge zur Musikermedizin, Bd. 4). Projekt-Verlag, Bochum / Freiburg im Breisgau 2007, ISBN 3-89733-181-0.
- Lampenfieber: Handbuch für den erfolgreichen Auftritt. Grundlagen, Analyse, Maßnahmen. Henschel, Leipzig 2012, ISBN 978-3-89487-706-4.
- mit Bernhard Richter, Matthias Echternach und Johannes Pöppe: Das Blasinstrumentenspiel: Physiologische Vorgänge und Einblicke ins Körperinnere. DVD-ROM. Helbling, Esslingen 2013, ISBN 978-3-86227-089-7.
- Musikergesundheit in der Praxis. Grundlagen, Prävention, Übungen. Henschel, Leipzig 2015, ISBN 978-3-89487-761-3.
- mit Bernhard Richter: Musik mit Leib und Seele. Was wir mit Musik machen und sie mit uns. Wissen & Leben. Herausgegeben von Wulf Bertram. Schattauer, Stuttgart 2016, ISBN 978-3-7945-3129-5.
- mit Bernhard Richter, Matthias Echternach, Louisa Traser, Michael Burdumy: Die Stimme. Einblicke in die physiologischen Vorgänge beim Singen und Sprechen. Insights into the Physiology of Singing and Speaking. DVD-ROM. Helbling, Esslingen 2017, ISBN 978-3-86227-258-7.
- Körperorientierte Ansätze für Musiker. Methoden zur Leistungs- und Gesundheitsförderung. Hogrefe, Göttingen 2017, ISBN 978-3-456-85502-8.

### Herausgeberin
- mit Bernhard Richter, Edgar Voltmer: Arztsein, Musizieren und Gesundheit. (= Freiburger Beiträge zur Musikermedizin, Bd. 5). Projekt-Verlag, Bochum / Freiburg im Breisgau 2008, ISBN 978-3-89733-185-3.
- mit Bernhard Richter und Eckart Altenmüller: MusikerMedizin. Diagnostik, Therapie und Prävention von musikerspezifischen Erkrankungen. Schattauer, Stuttgart 2009, ISBN 978-3-7945-2634-5.